# Piedrafita (Corgo)
Piedrafita (llamada oficialmente San Miguel de Pedrafita) es una parroquia y una aldea española del municipio de Corgo, en la provincia de Lugo, Galicia.

## Organización territorial
La parroquia está formada por dos entidades de población, constando una de ellas en el nomenclátor del Instituto Nacional de Estadística español:
- Lamas
- Pedrafita

## Demografía
Gráfica demográfica de la aldea de Pedrafita y de la parroquia de Piedrafita según el INE español:
| Gráfica de evolución demográfica de Piedrafita entre 2000 y 2019 |
|                                                                  |
| Datos según el nomenclátor publicado por el INE.                 |